# Evangelina
Evangelina ist ein weiblicher Vorname.

## Herkunft
Der Name entstammt der griechischen Sprache: abgeleitet von ευαγγελιον (Evangelium), „gute Nachricht“ oder „frohe Botschaft“.

## Varianten
| - Evangeline - Eva - Elina - Gelina | - Evan - Vangelia - Evaggelia |

## Bekannte Namensträgerinnen
- Evangeline Adams (1868–1932), US-amerikanische Astrologin
- Evangeline Booth (1865–1950), 4. Generalin der Heilsarmee
- Evangelina Carrozzo (* 1981), argentinisches Model und Karnevalskönigin
- Evangeline Mary Daniell (* 1880; † um 1902), britische Jugendstilkünstlerin
- Evangeline Lilly (* 1979), kanadische Schauspielerin
- Evangelina Macapagal (1915–1999), philippinische Präsidentengattin, neunte First Lady des Landes
- Evangelina Mascardi (* 1977), argentinische Musikerin
- Evangelina Sobredo Galanes (1948–1976), spanische Sängerin und Liedermacherin
- Evangelina Thomas (* 1991), argentinische Leichtathletin (Mittelstreckenlauf)
- Evangeline Walton (1907–1996), US-amerikanische Autorin

Zwischenname
- Astrud Evangelina Weinert (1940–2023), brasilianisch-deutsche Sängerin, bekannt als Astrud Gilberto
- Ellen Evangeline Hovick (1912–2010), US-amerikanische Schauspielerin
- Amber Evangeline Valletta (* 1974), US-amerikanisches Model

## Weitere Bedeutungen
- Evangeline (Gedicht): ein Versepos aus dem Jahr 1847 von Henry Wadsworth Longfellow
- Evangelina: Oper von Arturo Berutti nach diesem Gedicht
- Evangeline-Aquifer, einer der zwei wichtigsten Grundwasserleiter der Region Houston-Galveston im Südosten der Vereinigten Staaten von Amerika
- Evangeline (Band): eine amerikanische Country-Band
- Evangeline Parish: eine Gemeinde im Bundesstaat Louisiana der Vereinigten Staaten von Amerika
- Evangelina (Südafrika): eine Ortschaft in der Gemeinde Musina in Südafrika